# What Lies Beneath World Tour
What Lies Beneath World Tour fue la segunda gira mundial de la cantante de power metal sinfónico Tarja Turunen, que se inició el 1 de octubre de 2010 en Varsovia, Polonia. El tour se realizó para presentar su segundo disco solista What Lies Beneath. La noticia de la gira por Europa fue anunciada el 16 de junio de 2010 en la página web oficial. Finalizó en Río de Janeiro, Brasil, el 8 de abril de 2012.
El primer DVD titulado Act I : Live in Rosario se grabó los días 30 y 31 de marzo en el Teatro El Círculo en Rosario, Argentina.

## Bandas soportes
- Durante los shows de noviembre en Alemania, Tarja será invitada de Alice Cooper, contando esos shows, también, para esta gira.
- Markize en WLB Europe 2010 y en 2011 en San Petersburgo (República Checa), Moscú (Rusia) y Hamburgo, Berlín, Leipzig, Neu-Isenburg, Bochum y Hannover.[3][4]
- At The Lake en Varsovia (Polonia) (2010).[3]
- Whyzdom en París (Francia) (2010).[3]
- Solsikk en Londres (Inglaterra) (2010).[3]
- Watchmen en Buenos Aires (Argentina) (2011).[5]
- Kells en Stuttgart, Erlagen, Munich, Karlsruhe, Bonn y Osnabrück (Alemania) y Pratteln (Suiza) (2011).[4]
- Leaves' Eyes en toda la gira de Alemania excepto Berlín (2011).[6]

## Formación

### WLB Europe 2010
- Tarja Turunen: Voz[7]
- Mike Terrana: Batería[7]
- Christian Kretschmar: Teclados[7]
- Kevin Chown: Bajo[7]
- Alex Scholpp: Guitarra[7]
- Max Lilja: Chelo[7]

### WLB Sudamérica 2011
- Tarja Turunen: Voz[8]
- Mike Terrana: Batería[8]
- Christian Kretschmar: Teclados[8]
- Doug Wimbish: Bajo[8]
- Julian Barrett: Guitarra[8]
- Max Lilja: Chelo[8]

### WLB Europe 2011 y WLB Final 2012
- Tarja Turunen: Voz[9]
- Mike Terrana: Batería[9]
- Christian Kretschmar: Teclados[9]
- Kevin Chown: Bajo[9]
- Alex Scholpp: Guitarra[9]
- Max Lilja: Chelo[9]

## Fechas del Tour
| WLB Europe 2010 (Europa)                     |                         |                 |                                            |
| 1 de octubre de 2010                         | Varsovia                | Polonia         | Stodola                                    |
| 2 de octubre de 2010                         | Cracovia                | Polonia         | Klub Studio                                |
| 4 de octubre de 2010                         | Kiev                    | Ucrania         | CKM NAU                                    |
| 7 de octubre de 2010                         | Ostrava                 | República Checa | Sareza Arena                               |
| 8 de octubre de 2010                         | Praga                   | República Checa | KD Vltavska                                |
| 10 de octubre de 2010                        | París                   | Francia         | Bataclan                                   |
| 11 de octubre de 2010                        | Tilburgo                | Países Bajos    | 013 Club                                   |
| 13 de octubre de 2010                        | Londres                 | Reino Unido     | O2 Shepherd’s Bush Empire                  |
| Con Alice Cooper (Alemania)                  |                         |                 |                                            |
| 4 de noviembre de 2010                       | Stuttgart               | Alemania        | Porsche-Arena                              |
| 5 de noviembre de 2010                       | Kempten                 | Alemania        | BIGBOX                                     |
| 6 de noviembre de 2010                       | Múnich                  | Alemania        | Zenith                                     |
| 8 de noviembre de 2010                       | Berlín                  | Alemania        | Max Schmeling Halle                        |
| 9 de noviembre de 2010                       | Leipzig                 | Alemania        | Arena Leipzig                              |
| 11 de noviembre de 2010                      | Fráncfort del Meno      | Alemania        | Jahrhunderthalle                           |
| 12 de noviembre de 2010                      | Dortmund                | Alemania        | Westfalenhalle                             |
| 13 de noviembre de 2010                      | Brunswick               | Alemania        | Volkswagen Halle                           |
| 15 de noviembre de 2010                      | Bamberg                 | Alemania        | Jako Arena                                 |
| WLB Europe 2010 (Europa)                     |                         |                 |                                            |
| 16 de noviembre de 2010                      | Zúrich                  | Suiza           | Schützenhaus Albisgütli                    |
| 19 de noviembre de 2010                      | Saint-Étienne           | Francia         | Zenith Hall de Saint-Étienne               |
| 7 de diciembre de 2010                       | Hämeenlinna             | Finlandia       | Verkatehdas                                |
| 9 de diciembre de 2010                       | Tampere                 | Finlandia       | Tampere-talo                               |
| 12 de diciembre de 2010                      | Mikkeli                 | Finlandia       | Mikaeli                                    |
| 15 de diciembre de 2010                      | Luxemburgo              | Luxemburgo      | Rockhal Club                               |
| 17 de diciembre de 2010                      | Nitra (CANCELADO.)      | Eslovaquia      | Olympia Sports Hall                        |
| 18 de diciembre de 2010                      | Ružomberok (CANCELADO.) | Eslovaquia      | Sports Hall Koniaren                       |
| 20 de diciembre de 2010                      | Graz                    | Austria         | Orpheum                                    |
| 21 de diciembre de 2010                      | Milán                   | Italia          | Megazzini                                  |
| WLB America 2011 (América)                   |                         |                 |                                            |
| 4 de marzo de 2011                           | México DF               | México          | Circo Volador                              |
| 5 de marzo de 2011                           | Guadalajara             | México          | Teatro Estudio Cavaret                     |
| 8 de marzo de 2011                           | Bogotá                  | Colombia        | Teatro Metropol                            |
| 9 de marzo de 2011                           | Medellín                | Colombia        | Teatro Universidad de Medellín             |
| 12 de marzo de 2011                          | São Paulo               | Brasil          | HSBC Brasil                                |
| 13 de marzo de 2011                          | Río de Janeiro          | Brasil          | Fundição Progresso                         |
| 19 de marzo de 2011                          | Lima                    | Perú            | Teatro de la Uni                           |
| 21 de marzo de 2011                          | La Paz                  | Bolivia         | Coliseo Don Bosco                          |
| 23 de marzo de 2011                          | Santiago de Chile       | Chile           | Teatro Teletón                             |
| 26 de marzo de 2011                          | Rosario                 | Argentina       | Teatro El Círculo                          |
| 27 de marzo de 2011                          | Buenos Aires            | Argentina       | Stadium Luna Park                          |
| 29 de marzo de 2011                          | Montevideo              | Uruguay         | La Trastienda Uruguay                      |
| WLB Europe 2011 (Europa)                     |                         |                 |                                            |
| 28 de abril de 2011                          | San Petersburgo         | República Checa | GlavClub                                   |
| 29 de abril de 2011                          | Moscú                   | Rusia           | Arena Moscow                               |
| 1 de mayo de 2011                            | Amberes                 | Bélgica         | Trix Hof ter lo                            |
| 3 de mayo de 2011                            | Stuttgart               | Alemania        | Longhorn                                   |
| 4 de mayo de 2011                            | Erlangen                | Alemania        | E-Werk                                     |
| 6 de mayo de 2011                            | Múnich                  | Alemania        | Backstage                                  |
| 7 de mayo de 2011                            | Karlsruhe               | Alemania        | Festhalle Durlach                          |
| 8 de mayo de 2011                            | Pratteln                | Switzerland     | Z7                                         |
| 10 de mayo de 2011                           | Bonn                    | Alemania        | Brückenforum                               |
| 11 de mayo de 2011                           | Osnabrück               | Alemania        | Rosenhof                                   |
| 13 de mayo de 2011                           | Hamburgo                | Alemania        | Große Freiheit                             |
| 14 de mayo de 2011                           | Berlín                  | Alemania        | Columbiahalle                              |
| 16 de mayo de 2011                           | Leipzig                 | Alemania        | Haus Auensee                               |
| 17 de mayo de 2011                           | Neu-Isenburg            | Alemania        | Hugenottenhalle                            |
| 19 de mayo de 2011                           | Bochum                  | Alemania        | Matrix                                     |
| 20 de mayo de 2011                           | Hanóver                 | Alemania        | Capitol                                    |
| 22 de mayo de 2011                           | Copenhague              | Dinamarca       | Vega                                       |
| Festivals and Special Concerts 2011 (global) |                         |                 |                                            |
| 12 de junio de 2011                          | Samara                  | Rusia           | Rock on Volga                              |
| 25 de junio de 2011                          | Debeljaca               | Serbia          | MotoRock Meeting                           |
| 8 de julio de 2011                           | Harz                    | Alemania        | Rock Harz                                  |
| 9 de julio de 2011                           | Amneville               | Francia         | Sonisphere Festival                        |
| 17 de julio de 2011                          | Savonlinna              | Finlandia       | Savonlinna Opera Festival                  |
| 23 de julio de 2011                          | Saimaa                  | Finlandia       | Saimaa Open Air                            |
| 12 de agosto de 2011                         | Sibiu                   | Rumanía         | Artmania                                   |
| 20 de agosto de 2011                         | Dinkelsbühl             | Alemania        | Summer Breeze                              |
| 21 de septiembre de 2011                     | Plovdiv                 | Bulgaria        | Beauty and the Beat                        |
| 25 de septiembre de 2011                     | Río de Janeiro          | Brasil          | Rock in Rio (como invitada de Angra)       |
| WLB Final Tour 2012 (Europa)                 |                         |                 |                                            |
| 13 de enero de 2012                          | Zlín                    | República Checa | Euronics                                   |
| 14 de enero de 2012                          | Pardubice               | República Checa | ČEZ Arena                                  |
| 16 de enero de 2012                          | Varsovia                | Polonia         | Stodola                                    |
| 17 de enero de 2012                          | Vilna                   | Lituania        | Forum Palace, Club Galaxy                  |
| 19 de enero de 2012                          | Viena                   | Austria         | Gasometer                                  |
| 20 de enero de 2012                          | Bratislava              | Eslovaquia      | Majestic Music Club                        |
| 15 de febrero de 2012                        | Lisboa                  | Portugal        | Aula Magna, Alameda da Universidade        |
| 18 de febrero de 2012                        | Madrid                  | España          | Sala Heineken                              |
| 19 de febrero de 2012                        | Barcelona               | España          | Salamandra 1                               |
| 21 de febrero de 2012                        | Toulouse                | Francia         | Bikini                                     |
| 22 de febrero de 2012                        | Lyon                    | Francia         | Transbordeur                               |
| 24 de febrero de 2012                        | Estrasburgo             | Francia         | Laiterie                                   |
| 25 de febrero de 2012                        | Eindhoven               | Países Bajos    | Effenaar                                   |
| 27 de febrero de 2012                        | Bruselas                | Bélgica         | Ancienne Belgique                          |
| 28 de febrero de 2012                        | París                   | Francia         | Bataclan                                   |
| 2 de marzo de 2012                           | Milán                   | Italia          | Teatro della Luna                          |
| 4 de marzo de 2012                           | Minsk                   | Bielorrusia     | Sport Palace                               |
| 6 de marzo de 2012                           | Moscú                   | Rusia           | MILK Moscú                                 |
| 7 de marzo de 2012                           | Nizhni Nóvgorod         | Rusia           | Nizhny Novgorod Opera Theatre              |
| 9 de marzo de 2012                           | Ekaterimburgo           | Rusia           | Tele-Club                                  |
| 10 de marzo de 2012                          | San Petersburgo         | Rusia           | Kosmonavt                                  |
| 12 de marzo de 2012                          | Krasnodar               | Rusia           | Palace of Arts “Premiera”                  |
| 13 de marzo de 2012                          | Rostov-on-Don           | Rusia           | Dom Ofitserov SKVO                         |
| WLB Final Tour 2012 (América)                |                         |                 |                                            |
| 16 de marzo de 2012                          | México DF               | México          | Teatro de la Ciudad                        |
| 18 de marzo de 2012                          | Costa Rica              | Costa Rica      | Gimnasio Nacional                          |
| 27 de marzo de 2012                          | Córdoba                 | Argentina       | Quality Espacio                            |
| 30 de marzo de 2012                          | Rosario                 | Argentina       | Teatro El Círculo                          |
| 31 de marzo de 2012                          | Rosario                 | Argentina       | Teatro El Círculo                          |
| 2 de abril de 2012                           | Asunción                | Paraguay        | Gran Teatro del Banco Central del Paraguay |

## Escenificación y vestuario
En la mayoría de los conciertos, al Inicio podemos apreciar un telón negro translúcido con la portada de What Lies Beneath tapando el escenario, que cae casi terminando la primera canción. En el 2012, Tarja comenzó los conciertos apareciendo tras el telón negro, utilizando la misma máscara que usa en las fotografías que aparecen en el álbum, esto durante el tema Anteroom of Death, al caer el telón, Turunen se retiraba la máscara. Tarja ha ido modificando los vestuarios que usa en su gira, como el vestido del video I Feel Immortal, un conjunto en blanco y negro que solo utilizó en México en el 2011; y unos vestidos esponjado y de plumas, ambos color negro, usados en el 2012, que aparecen en el DVD Act 1. 
Al final de los conciertos se puede escuchar una versión instrumental de Naiad, en el 2012 se cambió por el tema Outlanders., el cual no fue lanzado hasta 2023.
El tema Wishmaster de Nightwish, en la gira por Latinoamérica en 2011 no estaba planeado, pues al finalizar el primer concierto de esa gira en México D. F. , se presentaron nuevamente al escenario, y debido a la eufórica petición del público que pedía el regreso de Tarja y su banda al escenario. Esto se confirma por el hecho de que en los Set List que obtuvieron los fanes que asistieron a este concierto no aparece el tema en ninguna parte.